# Maestro di Figline
Maestro di Figline (fl. 1330-1350) è stato un pittore anonimo italiano, attivo principalmente in Toscana e in Umbria.

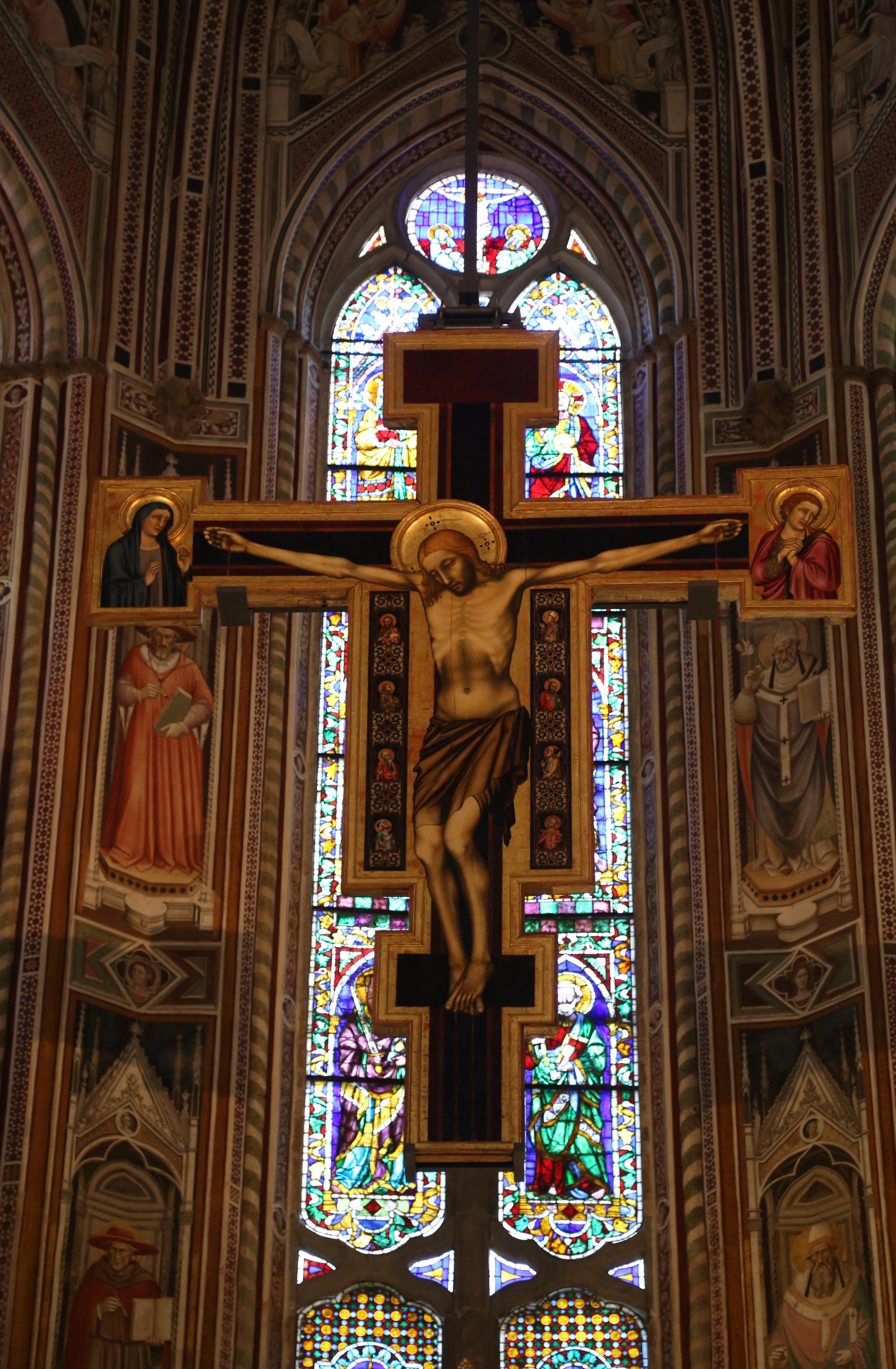
Crocifisso attribuito al Maestro di Figline (ca. 1320) nella basilica di Santa Croce a Firenze

È anche conosciuto come «Maestro della Pietà Fogg», da una pietà attribuitagli e conservata al Fogg Art Museum di Cambridge, nel Massachusetts.

## Opere
(Luciano Bellosi, Il Maestro di Figline, un pittore del Trecento, p.11)

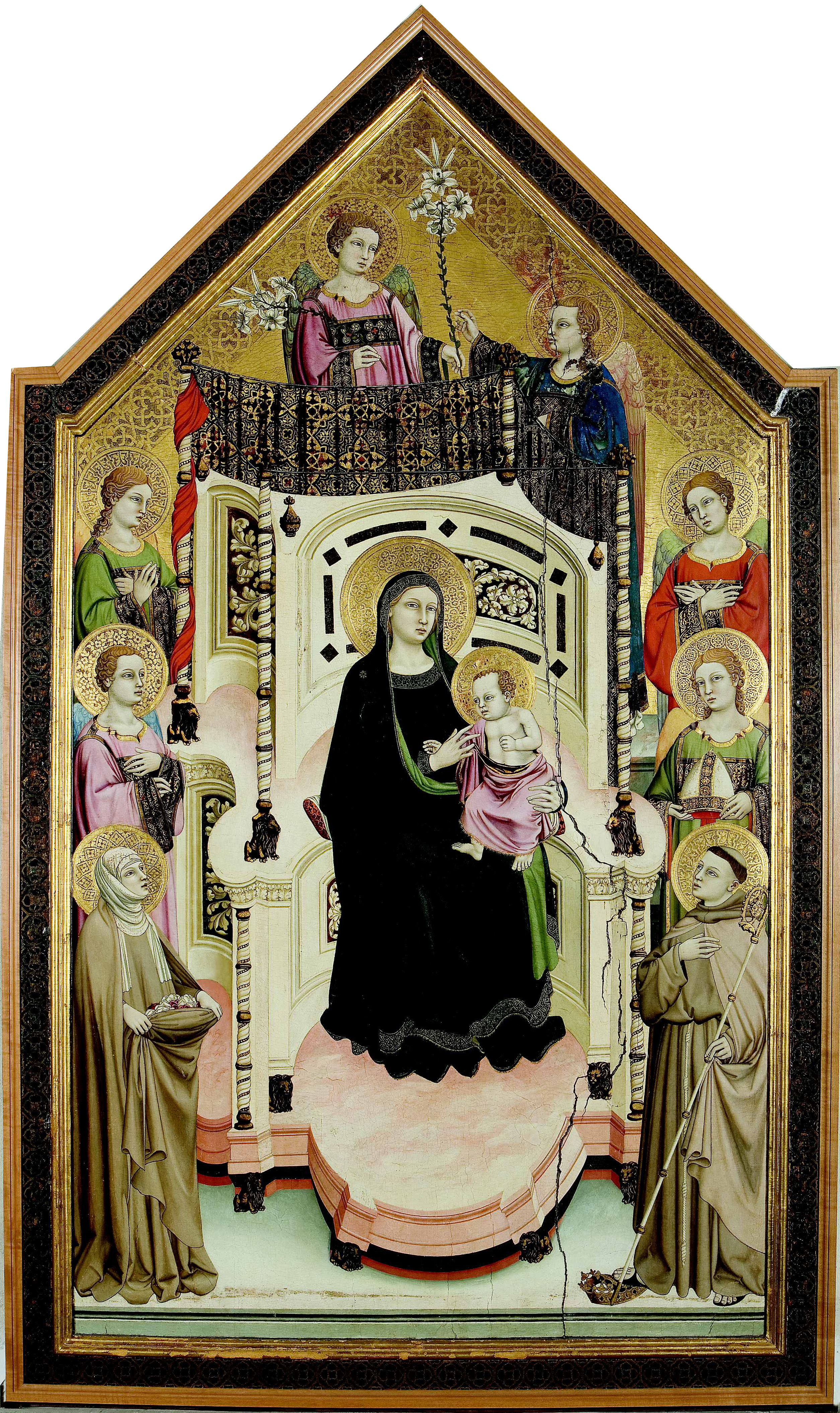
Maestà di Figline Valdarno, opera eponima del Maestro di Figline

Il corpus di opere attribuite al Maestro di Figline, quantitativamente piuttosto scarno, è stato ricomposto dallo studioso statunitense Richard Offner nel Novecento e appare influenzato dall'opera di Cimabue, Duccio di Buoninsegna e Giotto, con cui probabilmente lavorò da aiutante nella cappella degli Scrovegni di Padova.
La prima opera attribuita al Maestro è un affresco raffigurante la Madonna col Bambino, santa Chiara, san Francesco e angeli, situato nella sagrestia della basilica inferiore di Assisi. A Figline Valdarno, nella collegiata di Santa Maria, risulta come autore di una grande Maestà. A Firenze, invece, è ritenuto essere il creatore del crocifisso della basilica di Santa Croce. È considerato l'autore di un dipinto a tempera e oro su pannello conservato nel Fogg Art Museum dell'Università di Harvard, raffigurante un Compianto sul Cristo morto, opera a cui si deve il primo nome con cui è stato conosciuto. Il dipinto, di dimensioni 42,5 × 50 cm, situato al centro di un pannello di 57 × 65 cm di fattura più recente, fu realizzato intorno al 1330 e faceva probabilmente parte di una predella d'altare. Alcuni studi hanno permesso di identificare due dipinti conservati al Courtauld Institute of Art, raffiguranti San Lorenzo e un santo vescovo, come parte della stessa predella. Altri panelli considerati parte della stessa opera sono conservati al Worcester Art Museum o fanno parte di collezioni private.
Proveniente dalla collezione Massari, è attualmente conservata presso la Pinacoteca nazionale di Ferrara una tavola raffigurante San Giovanni Battista. L'opera è stata attribuita al Maestro di Figline da Richard Offner nel 1956, e tale attribuzione è stata confermata da Carlo Volpe nel 1973.
Al Maestro di Figline sono state anche attribuite delle opere in qualità di mastro vetraio, come le vetrate della cappella Bardi di Firenze e della cappella di San Martino ad Assisi. In quest'ultima occasione, avrebbe avuto occasione di collaborare con Simone Martini, che potrebbe avergli tramandato la tecnica della doratura.